# Nikolaos Oikonomides
Nikolaos sau Nikos Oikonomides (în greacă Νικόλαος Οικονομίδης; n. 14 februarie 1934, Atena, Regatul Greciei – d. 31 mai 2000, Atena, Grecia) a fost un bizantinist greco-canadian și unul dintre specialiștii de frunte în domeniul administrației și birocrației din Imperiul bizantin.

## Biografie
N. Oikonomides a studiat la Universitatea din Atena între 1951 și 1956, sub îndrumarea bizantinistului Dionysios Zakythinos. După obținerea licenței, a urmat doctoratul la Paris, teza fiind coordonată de către Paul Lemerle. Studiile de la Paris l-au îndreptat către sigilografie și l-au condus la descoperirea așa-numitului Escorial Taktikon sau Taktikon Oikonomides. Lucrarea sa Escorial Taktikon și celelalte Taktika (liste ale banchetelor imperiale bizantine) a fost publicată în 1972, ca și Les listes de préséance byzantines des IXe et Xe siècle. Oikonomides a revenit în Grecia, însă instaurarea regimului dictatorial al coloneilor în 1967 l-a silit să plece în exil în Canada, alături de soția sa, osmanista Elizabeth Zachariadou. În iulie 1969, a acceptat conducerea catedrei de istorie bizantină de la Universitatea din Montreal, poziție pe care o va deține până în 1989, an în care revine la Atena.
Pe lângă Listes de préséance, cercetările sale s-au concretizat în cele șapte volume intitulate Archives de l' Athos, cuprinzând documente de la Muntele Athos. De asemenea, a fost editorul a mai multor numere din revista de specialitate Studies in Byzantine Sigillography.

## Opere
- Les listes de préséance byzantines des IXe et Xe siècles, Paris, 1972.
- Fiscalité et exemption fiscale à Byzance (IXe-XIe s.), Atena, 1996. ISBN 960-7094-65-4
- Social and economic life in Byzantium, Aldershot, 2004.
- Society, Culture and Politics in Byzantium, Aldershot, 2005.